# Lucilia hainanensis
Lucilia hainanensis är en tvåvingeart som beskrevs av Fan 1965. Lucilia hainanensis ingår i släktet Lucilia och familjen spyflugor. Inga underarter finns listade i Catalogue of Life.